# Phygadeuon solidus
Phygadeuon solidus là một loài tò vò trong họ Ichneumonidae.